# Stazione di Higashi-Kawaguchi
La stazione di Higashi-Kawaguchi (東川口駅?, Higashi-Kawaguchi-eki) è una stazione ferroviaria situata nella città di Kawaguchi, nella prefettura di Saitama in Giappone e servita dalla linea Musashino della JR East e dalla Ferrovia Rapida di Saitama.

## Linee
East Japan Railway Company
■ Linea Musashino
 SRR
● Ferrovia Rapida di Saitama

## Struttura

### Stazione JR
La stazione è dotata di una banchina centrale a isola con due binari sopraelevati.
| 1 | ■ Linea Musashino | per Minami-Urawa, Nishi-Kokubunji e Fuchū-Honmachi   |
| 2 | ■ Linea Musashino | per Minami-Koshigaya, Shin-Matsudo e Nishi-Funabashi |

### Stazione Ferrovia Rapida di Saitama
La stazione, inaugurata nel 2001, è in sotterranea e costituita da due binari serviti da un marciapiede a isola centrale con porte di banchina installate a protezione.
| 1 | ● Ferrovia Rapida di Saitama | per Urawa-Misono                       |
| 2 | ● Ferrovia Rapida di Saitama | per Akabane-Iwabuchi, Meguro e Hiyoshi |

## Stazioni adiacenti
| «                          | Servizio        | »                |
| Linea Musashino            | Linea Musashino | Linea Musashino  |
| -------------------------- | --------------- | ---------------- |
| Higashi-Urawa              | -               | Minami-Koshigaya |
| Ferrovia Rapida di Saitama |                 |                  |
| Tozuka Angyō               | -               | Urawa-Misono     |